# Gare de Haapsalu
La gare de Haapsalu est une gare ferroviaire située à Haapsalu en Estonie.

## Histoire
La gare ouvrait en 1904 et accueillait des voyageurs jusqu'en septembre 1995 et des trains de marchandises jusqu'en 2004.
La majorité des bâtiments sont classés comme patrimoine national n°15416, n°15414, n°15412, n°15403, n°15404, n°15397.

## Service des voyageurs

### Accueil

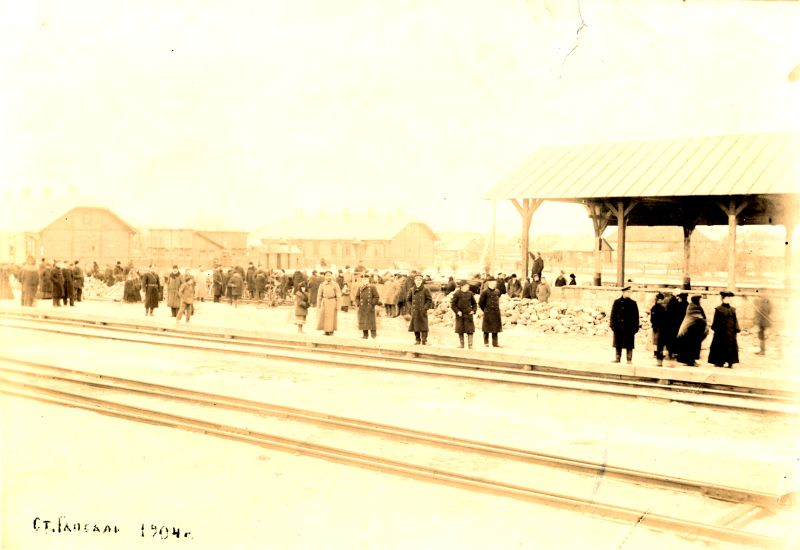
EN 1904.
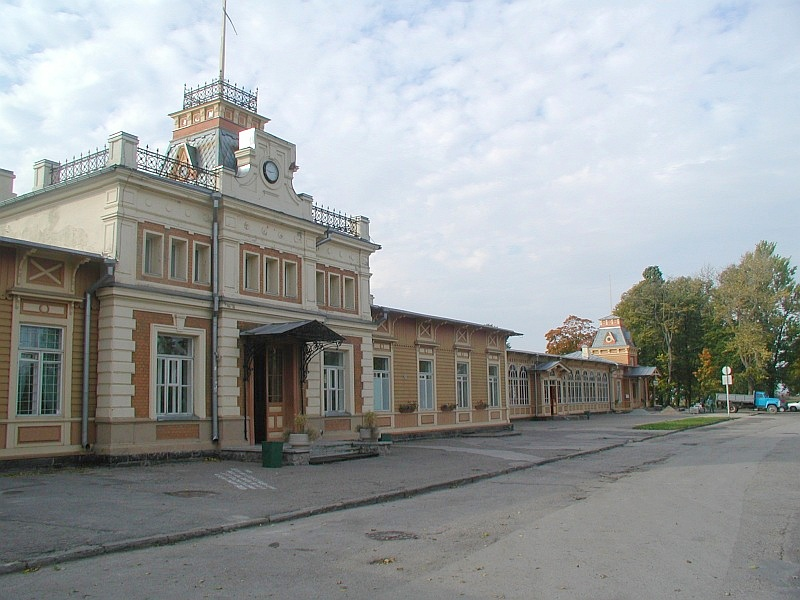
Le bâtiment principal côté rue
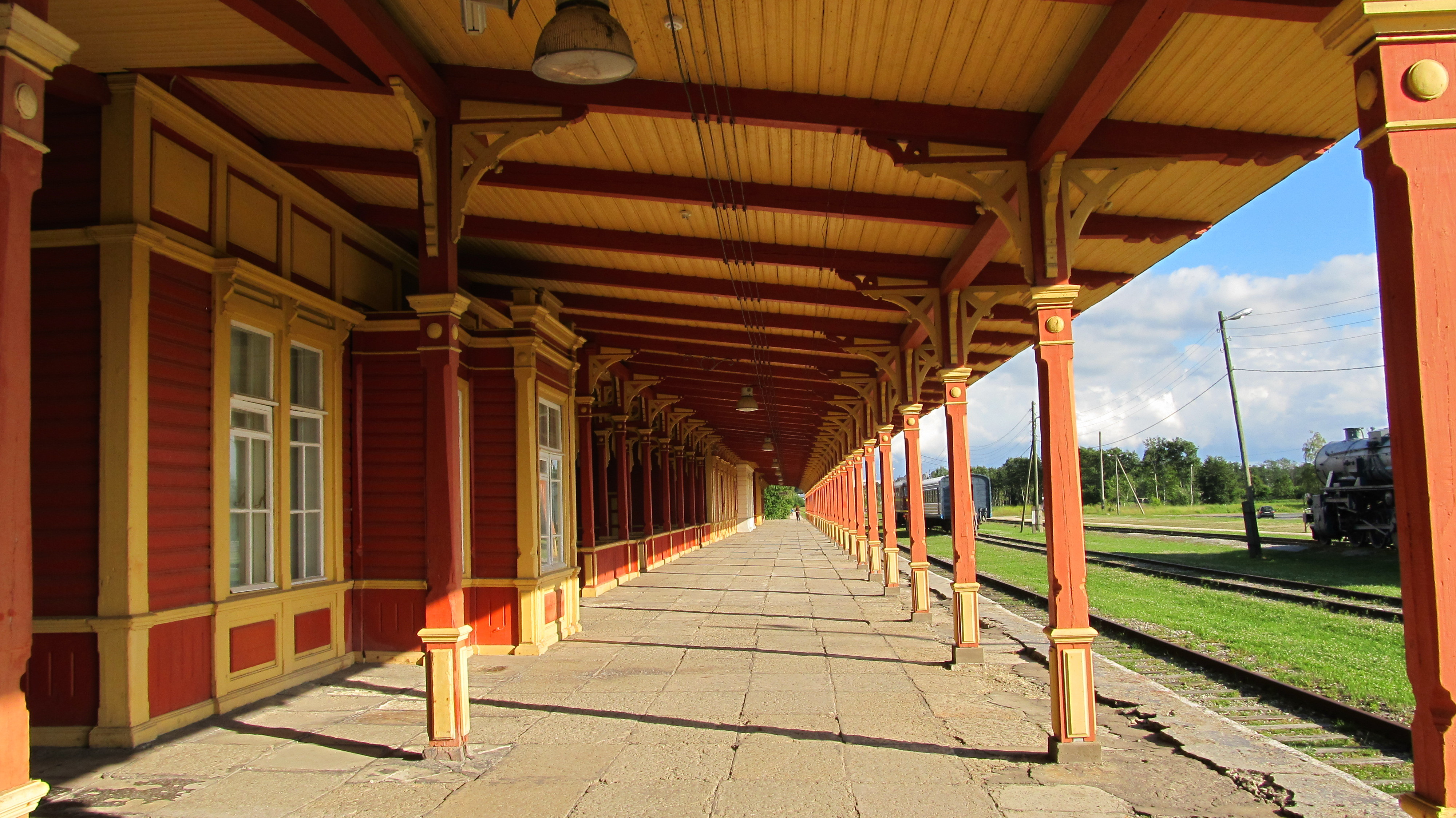
et côté voie.
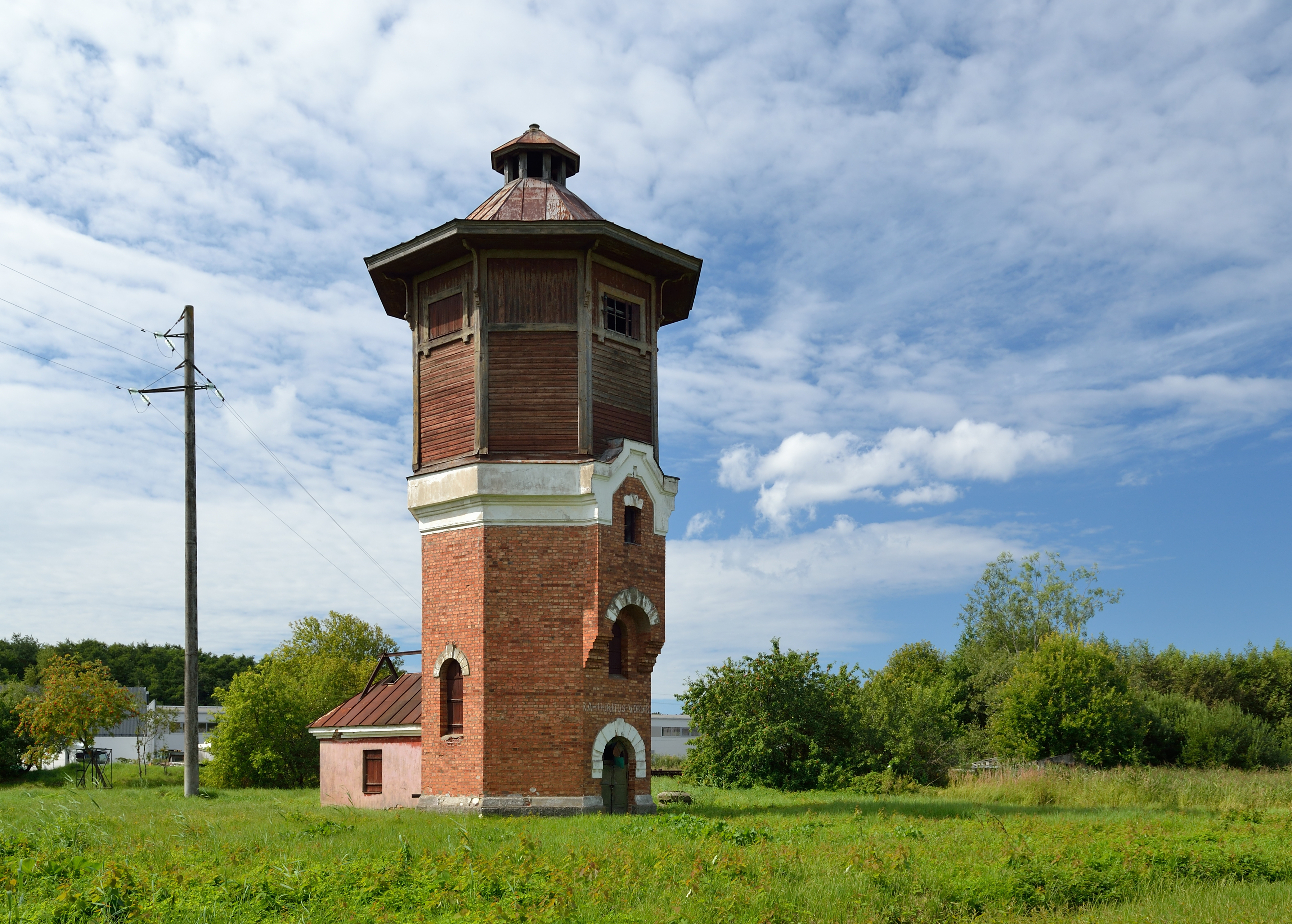
Son château d'eau.
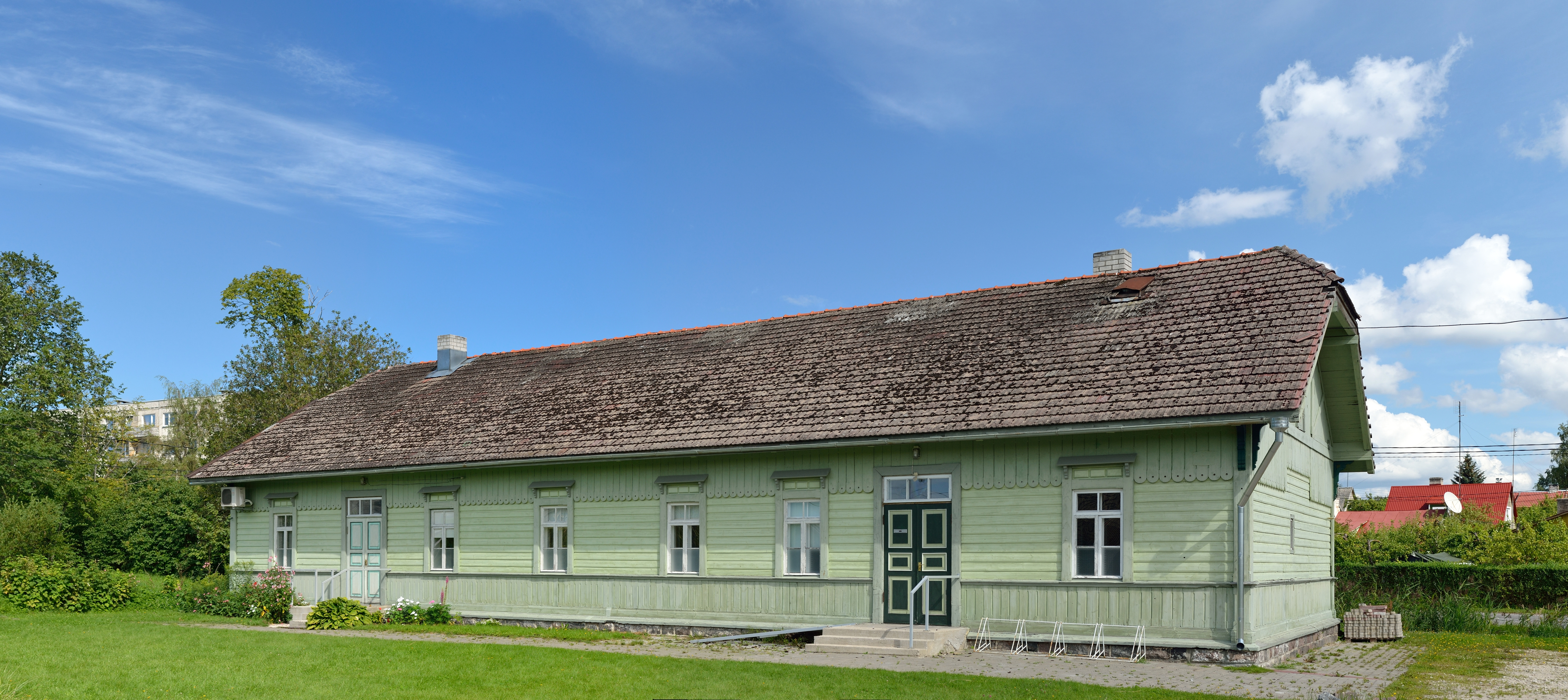
Annexe.